# Старость — не радость (телесериал, США)
«Ста́рость — не ра́дость» (англ. Getting On) — американский комедийный телесериал, снятый по мотивам одноимённого британского сериала, специально для телеканала HBO. Премьера телесериала состоялась 24 ноября 2013 года. Первый и второй сезоны телесериала содержат по 6 эпизодов каждый. Шоу собрало множество положительных отзывов у критиков.

## Синопсис
Телесериал «Старость — не радость» рассказывает об особенностях работы сотрудников медицинского отделения дома престарелых. В центре сюжета находятся директор Дженна Джеймс и её подчинённые, пытающиеся заботиться о пожилых людях, соблюдая при этом многочисленные бюрократические процедуры.

## Актёры и персонажи

### Основной состав
- Лори Меткалф — доктор Дженна Джеймс, заведующая отделением[6]
- Алекс Борштейн — медсестра Дон Форшет[6]
- Ниси Нэш — медсестра Дениз «ДиДи» Ортли[6]
- Мел Родригес — Пэтси Де Ла Серда, новый старший медбрат[7]

### Второстепенный состав
- Энн Гилберт — Бёрди Ламб, постоянная пациентка в палате
- Брэндон Фоббс — Энтони Робертсон, рабочий в доме престарелых
- Марк Херлик — доктор Пол Стрикли, коллега Дженны, со 2-го сезона заведующий больницей
- Линдси Крафт — Маргарит Макау, медсестра-стажёр
- Джоил Джонстон — Эндриу Сесарио[8]
- Кей Кэллан — Сюзан Дэйуэд, пациентка с травмой ноги
- Молли Шэннон — Филис Мармэтан, дочь умирающей пациентки
- Бэтти Мерфи — Фиона Салливан, мать Филлис

### Приглашённые актёры
- Тельма Хопкинс — Беверли, старшая медсестра в начале сериала
- Джун Скуибб — Варла Паундер, частая пациентка страдающая биполярным расстройством
- Гарри Дин Стэнтон — Леонард Батлер, любовник Бёрди Ламб
- Дэниел Стерн — Ричард Джеймс, муж Дженны
- Гита Холл — Ингрид Ларсен

## Эпизоды
| Сезон | Сезон | Эпизоды | Оригинальная дата показа | Оригинальная дата показа |
| Сезон | Сезон | Эпизоды | Премьера сезона          | Финал сезона             |
| ----- | ----- | ------- | ------------------------ | ------------------------ |
|       | 1     | 6       | 24 ноября 2013           | 29 декабря 2013          |
|       | 2     | 6       | 9 ноября 2014            | 14 декабря 2014          |
|       | 3     | 6       | 8 ноября 2015            | 13 декабря 2015          |

### Сезон 1 (2013)
| № общий | № в сезоне | Название                           | Режиссёр      | Автор сценария              | Дата премьеры   | Зрители в США (млн) |
| ------- | ---------- | ---------------------------------- | ------------- | --------------------------- | --------------- | ------------------- |
| 1       | 1          | «Born on the Fourth of July»       | Мигель Артета | Марк В. Олсен и Уилл Шеффер | 24 ноября 2013  | 0.520               |
| 2       | 2          | «If You're Going to San Francisco» | Ховард Дойч   | Марк В. Олсен и Уилл Шеффер | 1 декабря 2013  | N/A                 |
| 3       | 3          | «Make Someone Happy»               | Ховард Дойч   | Марк В. Олсен и Уилл Шеффер | 8 декабря 2013  | N/A                 |
| 4       | 4          | «Dumped»                           | Бекки Мартин  | Марк В. Олсен и Уилл Шеффер | 15 декабря 2013 | 0.521               |
| 5       | 5          | «Nightshift»                       | Бекки Мартин  | Марк В. Олсен и Уилл Шеффер | 22 декабря 2013 | 0.348               |
| 6       | 6          | «The Concert»                      | Ховард Дойч   | Марк В. Олсен и Уилл Шеффер | 29 декабря 2013 | 0.369               |

### Сезон 2 (2014)
| № общий | № в сезоне | Название                                    | Режиссёр      | Автор сценария              | Дата премьеры   | Зрители в США (млн) |
| ------- | ---------- | ------------------------------------------- | ------------- | --------------------------- | --------------- | ------------------- |
| 7       | 1          | «No Such Thing as Idealized Genitalia»      | Мигель Артета | Марк В. Олсен и Уилл Шеффер | 9 ноября 2014   | 0.309               |
| 8       | 2          | «Is Soap a Hazardous Substance?»            | Мигель Артета | Марк В. Олсен и Уилл Шеффер | 16 ноября 2014  | 0.232               |
| 9       | 3          | «Turnips...North Day...Yes, yes.»           | Бекки Мартин  | Марк В. Олсен и Уилл Шеффер | 23 ноября 2014  | 0.273               |
| 10      | 4          | «The 7th Annual Christmas Card Competition» | Бекки Мартин  | Марк В. Олсен и Уилл Шеффер | 30 ноября 2014  | 0.273               |
| 11      | 5          | «The Revolving Door Admit»                  | Ховард Дойч   | Марк В. Олсен и Уилл Шеффер | 7 декабря 2014  | 0.226               |
| 12      | 6          | «Doctor Death»                              | Ховард Дойч   | Марк В. Олсен и Уилл Шеффер | 14 декабря 2014 | 0.209               |

### Сезон 3 (2015)
| № общий | № в сезоне | Название                                            | Режиссёр      | Автор сценария              | Дата премьеры   | Зрители в США (млн) |
| ------- | ---------- | --------------------------------------------------- | ------------- | --------------------------- | --------------- | ------------------- |
| 13      | 1          | «This Is About Vomit, People»                       | Мигель Артета | Марк В. Олсен и Уилл Шеффер | 8 ноября 2015   | 0.269               |
| 14      | 2          | «Don't Let It Get in You or on You»                 | Мигель Артета | Марк В. Олсен и Уилл Шеффер | 15 ноября 2015  | 0.240               |
| 15      | 3          | «No, I Don't Want a Fucking Smiley Face»            | Мигель Артета | Марк В. Олсен и Уилл Шеффер | 22 ноября 2015  | 0.262               |
| 16      | 4          | «Am I Still Me?»                                    | Мигель Артета | Марк В. Олсен и Уилл Шеффер | 29 ноября 2015  | 0.321               |
| 17      | 5          | «Please Partake of a Memorial Orange»               | Мигель Артета | Марк В. Олсен и Уилл Шеффер | 6 декабря 2015  | 0.318               |
| 18      | 6          | «Reduced to Eating Boiled Magazines and Book Paste» | Мигель Артета | Марк В. Олсен и Уилл Шеффер | 13 декабря 2015 | 0.263               |

## Отзывы критиков
Первый сезон сериала получил положительные отзывы. Так сайт-агрегатор Rotten Tomatoes сообщил, что 72 % критиков дали положительные оценки. Пилотный эпизод получил 72 из 100 на сайте Metacritic.